# 阿迪亞爾戰役
阿迪亞爾戰役（法語：Bataille d'Adyar）發生於1746年10月24日。是法國與英國的第一次卡那提克戰爭的一場戰役，法屬東印度公司和卡納蒂克蘇丹國為了爭奪前一年法軍從英軍手裡佔領的聖喬治堡。